# Cheremone di Nilopoli
Cherémone (... – metà del III secolo) è stato un vescovo romano, vescovo di Nilopoli e venerato come martire dalla Chiesa cattolica.

## Dati storici e culto
Cherémone era vescovo di Nilopoli e subì la persecuzione all'epoca dell'imperatore Decio (249-251). Di lui parla san Dionisio, patriarca di Alessandria (248-264), in una lettera scritta a Fabio, vescovo di Antiochia (ca. 253-256). Per fuggire la persecuzione e la morte, Cherémone scappò assieme alla moglie sulle montagne, e non fu visto mai più; non si conosce null'altro di questo vescovo.
Il suo nome fu inserito al 22 dicembre da Adone di Vienne nel suo martirologio, e da qui passò nel Martirologio Romano, che lo ricorda assieme ad altri martiri anonimi, di cui parla san Dionisio, che subirono la persecuzione nello stesso periodo di Cherémone: